# (6483) Nikolajvasil'ev
(6483) Nikolajvasil'ev es un asteroide perteneciente al cinturón de asteroides, descubierto el 2 de marzo de 1990 por Eric Walter Elst desde el Observatorio de La Silla, Chile.

## Designación y nombre
Designado provisionalmente como 1990 EO4. Lleva el nombre de Nikolaj Vasil'ev, director científico de las Expediciones Interdisciplinarias Independientes a Tunguska. Profesor de medicina y conocido oncólogo del Instituto de Microbiología de Járkov, lleva muchos años interesado en la historia y la investigación científica del fenómeno de Tunguska. En su calidad de director del IITE, él y otros miembros del grupo consiguieron que 4.000 kilómetros cuadrados de la región de Tunguska se destinaran a la reserva nacional para los próximos 20 años.

## Características orbitales
Nikolajvasil'ev está situado a una distancia media del Sol de 2,547 ua, pudiendo alejarse hasta 2,933 ua y acercarse hasta 2,160 ua. Su excentricidad es 0,152 y la inclinación orbital 5,323 grados. Emplea 1484,53 días en completar una órbita alrededor del Sol.
Pertenece a la familia de asteroides de (5) Astraea.

## Características físicas
La magnitud absoluta de Nikolajvasil'ev es 14,08. Tiene 4,538 km de diámetro y su albedo se estima en 0,259.